# Väktarskolan
Väktarskolan är en utbildningsorganisation i Sverige för utbildning av väktare i Sverige, skyddsvakter och flygplatskontrollanter.
Väktarskolan drivs av arbetsmarknadens parter inom bevakningsbranschen, dvs Svenska Transportarbetareförbundet och Almega Tjänsteförbunden.
Väktarskolan utbildar cirka 1500 personer årligen i grundläggande väktarutbildning.
En fullgjord väktarutbildning i Väktarskolan leder till ett yrkesbevis för väktare. Väktarskolans har två steg i grundutbildningen VU 1, VU 2. Efter genomförd VU 2 så får väktaren ett yrkesbevis utfärdat av Bevakningsbranschens Yrkes- och Arbetsmiljönämnd (BYA) som innebär att väktare genomgått en utbildning på cirka 300 timmar.
Vart fjärde år skall väktaren enligt lagstiftning genomgå en fortbildning.
Det finns i dagsläget två utbildningsenheter som båda kallar sig för Väktarskolan. Den ena, som beskrivs här, drivs av BYA, den andra av ett privatägt företag.

## Kursutbud
Väktarskolan har ett 15-tal olika kurser, så som:
- Väktargrundutbildning, VU1
- Väktargrundutbildning, VU2
- Fortbildning
- Fortbildning med inriktning väktare/värdetransportör
- Utbildning för butikskontrollanter
- Utbildning för föreståndare
- Gruppledarutbildning
- Handfängselutbildning
- Utbildning i värdetransport
- Utbildning i expanderbar batong
- Skyddsvaktsutbildning, Avkortad
- Skyddsvaktsutbildning, Fortbildning
- Utbildning för uppräkningspersonal
- Utbildning för flygplatskontrollanter, steg 1
- Utbildning för flygplatskontrollanter, steg 2